# Acropyga indosinensis
Acropyga indosinensis är en myrart som beskrevs av Wheeler 1935. Acropyga indosinensis ingår i släktet Acropyga och familjen myror. Inga underarter finns listade i Catalogue of Life.